# إطلاق سوق الأوراق المالية

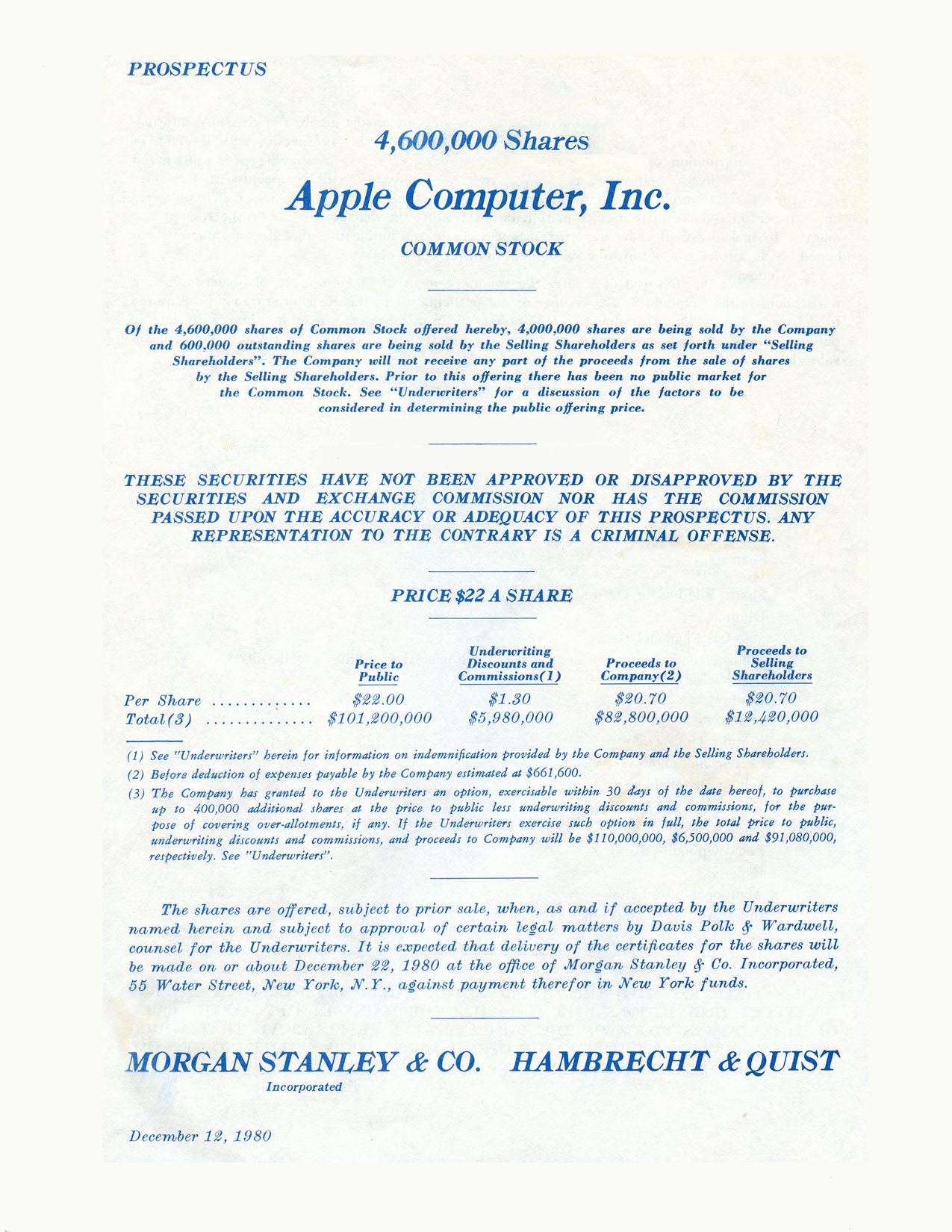
صورة توضيحية

إطلاق سوق الأوراق المالية (بالإنجليزية: stock market launch)‏ أو العرض العامّ الأولي (Initial public offering، واختصاراً: IPO) هو نوعٌ من العرض العام (عرض سندات شركة للشراء لعامة الناس) تُعرَض فيه أسهم شركة ما للبيع على العامَّة للمرَّة الأولى في سوق الأوراق المالية. تقوم شركة خاصة خلال عملية إطلاق السوق بالتحول إلى شركة عامة. تستعمل الشركات هذا الأسلوب لرفع رأس مالها الحالي، وقد يكون ذلك لوضع استثمارات مستثمرين سابقين ضمن أطرٍ قانونية، أو لكي تصبح الشركة رائجة في سوق الأسهم. لا تُطَالَب الشركة التي تبيع أسهمها في السوق قطٌّ بأن تعيد رأس المال لمستثمريها مرة أخرى، فبعد إطلاق سوق الأوراق المالية وتبادل الأسهم بحرية في السوق المفتوح يصبح المال متبادلاً بدوره بين المستثمرين. يوفر إطلاق سوق الأوراق المالية الكثير من الميزات للشركات، إلا أن له مشاكله أيضاً، وأهمُّها هي تكاليف إجراء هذه العملية وضرورة الإفصاح عن معلومات سرية في الشركة قد تكون مفيدةً لمنافسيها.
يطَّلق مشترو الأسهم المحتملون على العرض الذي تقدّمه الشركة في صورة وثيقة طويلة مفصَّلة. تستعين معظم الشركات التي تقدم على إطلاق سوق الأوراق المالية بمصارف استثمارية للحصول على ضامن سندات، إذ يوفّر عدة خدمات بينها المساعدة بتقدير قيمة الأسهم الحقيقية وتأسيس سوق عامَّة للبيع الأولي. كما توجد أساليب أخرى تلجأ لها بعض الشركات أحياناً، مثل المزاد الهولندي. يُعَدُّ أهم الأمثلة على إطلاق سوق الأوراق المالية من حيث الحجم ومشاركة عامة الناس هو شركة غوغل. وأما في إطار الدول فقد بدأت الصين مؤخراً باتّخاذ دور كبير في هذا السوق عالمياً.

## التاريخ
ظهر أول شكلٍ من بيع شركة لأسهمها في سوق عامة خلال عهد الجمهورية الرومانية، تحت اسم البَبليكاني (publicani). كانت مؤسسات الببليكانو هيئات قانونية مستقلة عن أعضائها وتٌقسَّم ملكيتها على شكل أسهم مالية، وثمة ما يشير إلى أن هذه الأسهم بيعت لعامة الناس من المستثمرين وتاجر بها الناس في الأسواق. كانت الأسهم تتفاوت في قيمتها، لتشجّع ظهور المضاربين مثل ما يحدث حالياً. رغم ذلك، توجد أدلة قليلةٌ جداً باقية عن الأسعار التي بيعت بها هذه الأسهم، والطبيعة العامة لسوق الأسهم، والأساليب التي كانت متبَّعة بها. اختفت الببليكاني من الوجود بعد سقوط الجمهورية وظهور الإمبراطورية الرومانية مكانها.